# 相生町 (浜松市)
相生町（あいおいちょう）は静岡県浜松市中央区の町名。丁番を持たない単独町名である。住居表示実施済。

## 地理

### 河川
- 茄子川

### 学区
- 浜松市立相生小学校
- 浜松市立東部中学校

## 歴史

### 町名の由来
昔、この地に男松（おまつ=クロマツのこと）と女松（めまつ=アカマツのこと）が相寄って生えていたことから相生町となった。

### 沿革
- 1876年（明治9年） - 敷知郡上中島村が奈川新田を編入する[書籍 2]。
- 1889年（明治22年）4月1日 - 町村制の施行により、向宿村・上中島村が周辺の村と合併し、敷知郡天神町村となる。旧村名は天神町村の大字として残る[WEB 7]。
- 1896年（明治29年）4月1日 - 郡制の施行により、天神町村の所属郡が浜名郡に変更となる。
- 1921年（大正10年）4月1日 - 天神町村が浜松市に編入される。
- 1925年（大正14年）5月1日 -  地籍整理により、大字向宿・大字上中島の各一部を合わせて相生町を新設[書籍 3]。
- 1947年（昭和22年） - 浜松市立東部中学校が開校する。
- 1968年（昭和43年）10月 - 浜松市立東部中学校跡地に浜松市立東部公民館が開館する。
- 1994年（平成6年）3月1日 - 向宿町の一部を編入。また、一部で住居表示を実施。
- 1994年（平成6年）11月1日 - 佐藤町・木戸町・相生町の各一部を合わせて佐藤一丁目が成立。
- 1995年（平成7年）11月1日 - 木戸町の一部を編入、再度住居表示を実施。
- 2007年（平成19年）4月1日 - 浜松市が政令指定都市となる。相生町は中区の一部となる。
- 2024年（令和6年）1月1日 - 浜松市の行政区再編により、相生町は中央区の一部となる。

## 施設
- 学校法人相生学園相生こども園
- 浜松市東部協働センター
- 静岡県警察浜松東警察署
- 浜松市消防局中消防署相生出張所
- 静岡銀行相生支店
- 鳥居食品（トリイソース） 本社
- 生鮮市場Bi・an・can
- 業務スーパー相生店
- 相生公園

## 交通

### バス
- 遠鉄バス
  - 80中ノ町磐田線：（浜松駅 - ）相生（ - 中ノ町・磐田営業所 方面）
  - 90・96掛塚線：（浜松駅 - ）相生南（ - 掛塚・豊浜郵便局 方面）

### 道路
- 国道150号（掛塚街道）
- 国道152号（東海道）
- 浜松市道相生1号線（旧掛塚街道）
- 木戸中島1号線（旧掛塚街道（一部））

## その他

### 警察
警察の管轄区域は以下の通りである。
| 番・番地等 | 警察署       | 交番・駐在所 |
| ---------- | ------------ | ------------ |
| 全域       | 浜松東警察署 | 名塚町交番   |

### 消防
消防の管轄区域は以下の通りである。
| 番・番地等 | 消防署   | 本署/出張所 |
| ---------- | -------- | ----------- |
| 全域       | 中消防署 | 相生出張所  |

### 書籍
1. ↑  『輝くいなほ はたの音』浜松市東部公民館、1988年3月31日、46頁。
2. ↑  『浜松市史 三』浜松市役所、1980年3月26日、21頁。
3. ↑  『浜松市史 三』浜松市役所、1980年3月26日、354,356頁。

### WEB
1. ↑  “h02_22.csv”.   総務省 (2022年2月10日). 2024年10月10日閲覧。
2. ↑  “chuouku_menseki.xlsx”.   浜松市 (2024年3月12日). 2024年10月10日閲覧。
3. ↑  “静岡県 浜松市中央区 相生町の郵便番号 - 日本郵便”.   日本郵便. 2025年2月15日閲覧。
4. ↑  “市外局番の一覧”.   総務省 (2022年3月1日). 2024年6月19日閲覧。
5. ↑  “事業所案内及び管轄地域（事務所3件、分室3件）”.   一般社団法人静岡県自動車会議所. 2024年6月19日閲覧。
6. ↑  “zissiitiran1.pdf”.   浜松市 (2024年1月4日). 2024年6月19日閲覧。
7. ↑  “historyofcities.pdf”.   静岡県総務部合併推進室・財団法人静岡県市町村振興協会. 2024年9月20日閲覧。
8. ↑  “名塚町交番｜静岡県警察”.   静岡県警察 (2024年1月1日). 2024年6月19日閲覧。
9. ↑  “消防署の町別管轄「あ」／浜松市”.   浜松市 (2020年3月25日). 2024年6月19日閲覧。